# Sealy
Pour les articles homonymes, voir Sealy (homonymie).
La ville de Sealy est située dans le comté d’Austin, dans l’État du Texas, aux États-Unis. Sa population s’élevait à 6 019 habitants lors du recensement de 2010, estimée à 6 490 habitants en 2016.
Sealy est située à l’ouest de Houston.

## Source
- (en) Cet article est partiellement ou en totalité issu de l’article de Wikipédia en anglais intitulé « Sealy, Texas » (voir la liste des auteurs).